# Chinese Volleyball League 2001-2002 (maschile)
La Chinese Volleyball League 2001-2002 si è svolta dal 2001 al 2002: al torneo hanno partecipato 12 squadre di club cinesi e la vittoria finale è andata per la seconda volta consecutiva allo Jiangsu.

## Squadre partecipanti
| - Bayi - Chengdu - Fujian - Hebei - Henan - Hubei | - Jiangsu - Liaoning - Shandong - Shanghai - Sichuan - Zhejiang |

## Premi individuali[1]
| Premio                | Giocatrice     | Squadra  |
| --------------------- | -------------- | -------- |
| MVP                   | Shi Hairong    | Jiangsu  |
| Miglior attaccante    | Sui Shengsheng | Liaoning |
| Miglior muro          | Xu Chunhui     | Chengdu  |
| Miglior servizio      | Li Chun        | Bayi     |
| Miglior palleggiatore | Zhou Weizhong  | Jiangsu  |
| Miglior libero        | Ping Wanglei   | Hebei    |
| Miglior allenatore    | Xue Yongye     | Jiangsu  |

## Classifica finale[1]
| Pos | Squadra  | Verdetto                    |
| --- | -------- | --------------------------- |
| 1   | Jiangsu  |                             |
| 2   | Zhejiang |                             |
| 3   | Liaoning |                             |
| 4   | Shandong |                             |
| 5   | Bayi     |                             |
| 6   | Shanghai |                             |
| 7   | Hebei    |                             |
| 8   | Sichuan  |                             |
| 9   | Henan    |                             |
| 10  | Hubei    |                             |
| 11  | Chengdu  |                             |
| 12  | Fujian   | Chinese Volleyball League B |